# نيل كلارك (عازف قيثارة)
نيل كلارك (بالإنجليزية: Neil Clark)‏ هو عازف قيثارة بريطاني، ولد في 3 يوليو 1958.

## وصلات خارجية
- نيل كلارك على موقع ميوزك برينز (الإنجليزية)
- نيل كلارك على موقع ديسكوغز (الإنجليزية)